# Tema (musik)
|  | For andre betydninger se Tema |
Et tema er inden for musikken en musikalsk tanke, der – selv om den ikke fremtræder i nogen afsluttet eller afrundet form – dog rummer så meget indhold, at den
har en egen selvstændig karakter og er i stand til at opfattes for sig og derved kan efterlade et vist samlet indtryk (sammenlign motiv).
Betegnelsen tema anvendes også om en mere sammensat
musikalsk sætning, der tjener som udgangspunkt
for en videre udarbejdelse i større former
(sonate, arie osv.), og endelig om et fuldt
afsluttet mindre musikstykke, der danner
grundlaget for forskellige selvstændige
omformninger eller variationer.

Ikke al musik har et tema som grundlag. Denne musikalske enhed spiller en vigtig rolle for kompositionen i den europæiske musik siden Renæssancen, især dog siden Barokken og Wienerklassikken. I mundtligt overleveret folkemusik derimod taler man ikke om temaer, men snarere om karakteristiske lied- danse- eller melodiformer. I moderne jazz og her specielt i bebop anvendes hyppigt begrebet bebop head ("bebop hoved"). .
Fuga
Begrebet tema træder især frem i fugaens strenge form som er typisk for barokmusikken. Fugaen begynder altid med en enkelt stemme der fremstiller temaet. Indgangsmelodien til den endnu uledsagede hovedstemme er altså identisk med temaet. Yderligere stemmer føjes da til som tager temaet op, gentager det på andre tonetrin og forbinder sig med de øvrige stemmer til et kunstfærdigt fletværk. Temaet danner ikke det eneste materiale, men det væsentligste, som kompositorisk bliver forarbejdet videre og bestemmer forløbet i værket. Derved kan det behandles på mange måder i overensstemmelse med reglerne for kontrapunkt.
Sonateform
I klassikken har temaet den centrale plads i sonateformens ekspositiondel. Dér fremtræder den som ledsagende melodi, for det meste strengt opdelt i kontrast til et sidetema. Ud af motiver og figurer fra de to temaer – hoved- og sidetema ("temadualisme") – udvikler komponisten så den midterste del af en sonatehovedsats, gennemførelses- eller modulationsdelen, før reprisen gentager udgangstematikken og afslutter stykket.
I Romantikkens musik blev temaet bearbejdet som selvstændig melodisk-harmonisk-rytmisk idé på en mindre streng måde, således at det mistede sin klare afgrænselige kontur. Hos Schumann spillede for eksempel idealet om den "uendelige", stadig fortløbende melodi en vigtig rolle.
Se også
- Rondo – AABA-form